# Roy Cox
Roy Cox  (* 1945 in Birmingham; † 2019 in Solihull) war ein britischer Radsportler, der vorrangig Steherrennen auf der Bahn bestritt.

## Sportlicher Werdegang
Roy Cox war ein Amateurrennfahrer aus Großbritannien. Beruflich war er zunächst Testfahrer für Dunlop-Reifen, später leitete er einen eigenen Fitnessclub.  Auf der Straße startete er wiederholt bei Kriterien. Ende der 1960er Jahre wandte er sich dem Stehersport auf der Bahn zu. Bis inklusive 1975 wurde er sechs Mal in Folge britischer Amateur-Meister in dieser Disziplin. Die erste Meisterschaft wurde in Manchester ausgetragen, die weiteren fünf in Leicester.
1970 nahm Cox an den Weltmeisterschaften auf seiner Heimbahn in Leicester teil und konnte sich als erster britischer Amateur-Steher seit 70 Jahren für das Finale qualifizieren. Sein erster Schrittmacher und Mentor war Ron Webb, auf dessen Veranlassung hin  Geoffrey Butler Cycles für ihn ein spezielles Rad baute. Mehrfach startete er bei Rennen in Berlin und Leipzig; auf der Alfred-Rosch-Kampfbahn in Leipzig stellte er nach eigenen Angaben in einem Interview aus dem Jahr 2017 einen neuen Bahnrekord auf. Bei Rennen in der DDR wurde er von Herbert Schondorf geführt. Vier Mal war er Mitglied des Teams vom Birmingham RCC (mit Trevor Bull, Frederick Booker, Grant Thomas und John Patston), das die britische Meisterschaft in der Mannschaftsverfolgung gewann. Er stand auf der Liste der Sportler, die bei den Olympischen Spielen 1968 in Mexiko-Stadt an den Start gehen sollten, wurde aber letztlich nicht nominiert.

## Erfolge
1970
- Britischer Amateur-Meister – Steherrennen (hinter Jim Patterson)

1971
- Britischer Amateur-Meister – Steherrennen (hinter Albertus de Graaf)

1972
- Britischer Amateur-Meister – Steherrennen (hinter Jack Collins)

1973
- Britischer Amateur-Meister – Steherrennen (hinter Jack Collins)

1974
- Britischer Amateur-Meister – Steherrennen (hinter Jack Collins)

1975
- Britischer Amateur-Meister – Steherrennen (hinter Jack Collins)